# 신주쿠 세븐
《신주쿠 세븐》(新宿セブン)은 미즈키 즈바루(본명: 미아자키 마사루)와 오쿠 미치노리의 일본의 비지니스 만화이다. 만가 고라쿠(니혼분게이샤)에서 2015년 2월 20일호(2월 6일 발매)부터 연재중이다.
2017년, TV 도쿄에서 드라마화가 되었다.

## 등장 인물
나나세(七瀬)
신주쿠에서 전당포를 운영하는 남성이다. 외면의 화려하지만 감정사로의 기술은 일류이다.
오노 켄타(大野健太)
극히 보통인 청년이다. 결혼 사기 피해를 당하고 절망하고 있던 것을 七瀬가 도와줬던 것을 계기로 그의 전당포에서 일한다.

## 드라마
2017년 10월 14일부터 12월 23일까지 매주 토요일 새벽 12:12 ~ 12:52 (금요일 심야)에 TV 도쿄의 드라마 24 시간대에 방송하였다. 우에다 타츠야의 지상파 연속극의 첫 출연 작품이다. 자니스 사무소 소속 탤런트가 같은 시간대의 주연을 맡은 것은 《トラブルマン》의 카토 시게아키(NEWS) 이후 7년 만이 된다.

### 등장 인물
- 우에다 타츠야(KAT-TUN) : 나나세 역
- 나카무라 토모야 : 오노 켄타 역
- 오노 이토 : 미즈키 하나(水月華) 역
- 이에이리 레오 : 시오리(栞) 역
- 쿠도 아야노 : 카에데(楓) 역
- 야노 코지 : 센(セン) 역
- 노나미 마호 : 호쇼 에리카(宝生エリカ) 역
- 시마다 큐사쿠 : 왕(王) 역
- 타나카 테츠시 : 콘도 아키토(近藤昭人) 역
- 나츠키 마리 : 시노부(シノブ) 역

#### 특별 출연
- 스루가 타로 : 사메지마(鮫島) 역
- 카타야마 모에미 : 아스카(明日香) 역
- 시미즈 쿠루미 : 미스즈(美鈴) 역
- 니시오카 토쿠마 : 후쿠토미 다이스케(福富大輔) 역
- 야하기 호노카 : 쿠루미 리호(くるみ李穂) 역
- 사이토 요스케 : 오우에 마사아키(尾上正昭) 역
- 쿠라모치 유카 : 몹시 야한 여자 역
- GENKING : 이사오(イサオ) 역
- 카와시마 리리카 : 사카타 나미(坂田奈実) 역
- 하타 메이 : 타카기 카나(高木加奈) 역
- 단칸 : 사카타 고로(坂田五郎) 역
- 아오이 소라 : 미아이(美藍) 역
- 하카마다 요시히코 : 이카즈키(雷) 역
- 우에하라 미쿠 : 링레이(일본어: 鈴麗, 铃丽 링리)
- 진보 사토시 : 나베(ナベ) 역
- 야나기 슌타로 : 타쿠야(琢也) 역
- 이토하라 미나미(극단 4달러 50센트) : 미유(美優) 역
- 야나카 아츠시&오모리 하지메(도쿄 스카 파라다이스 오케스트라) : 코와모테의 손님 역

### 방영 일정
| 화수   | 날짜      |
| ------ | --------- |
| 제1화  | 10월 14일 |
| 제2화  | 10월 21일 |
| 제3화  | 10월 28일 |
| 제4화  | 11월 4일  |
| 제5화  | 11월 11일 |
| 제6화  | 11월 18일 |
| 제7화  | 11월 25일 |
| 제8화  | 12월 2일  |
| 제9화  | 12월 9일  |
| 제10화 | 12월 16일 |
| 제11화 | 12월 23일 |

| TV 도쿄 드라마 24                                                          | TV 도쿄 드라마 24                                            | TV 도쿄 드라마 24 |
| 이전 작품                                                                  | 작품명                                                       | 다음 작품 |
| -------------------------------------------------------------------------- | ------------------------------------------------------------ | --- |
| 下北沢ダイハード 시모키타자와 다이하드 (2017년 7월 22일 ~ 2017년 9월 30일) | 新宿セブン 신주쿠 세븐 (2017년 10월 14일 ~ 2017년 12월 23일) | オー・マイ・ジャンプ! 〜少年ジャンプが地球を救う〜 오 마이 점프! ~소년 점프가 지구를 구한다~ (2018년 1월 13일 ~ 2018년 3월 24일) |